# آندری بیه‌لی
بوریس نیکلایِوچ بوگایِف (روسی: Бори́с Никола́евич Буга́ев؛ IPA: [bɐˈrʲis nʲɪkɐˈlajɪvʲɪtɕ bʊˈɡajɪf] (); ۲۶ اکتبر ۱۸۸۰ – ۸ ژانویهٔ ۱۹۳۴) مشهور به آندری بیه‌لی (روسی: Андре́й Бе́лый؛ IPA: [ɐnˈdrʲej ˈbʲelɨj] ()) شاعر، رمان‌نویس، نظریه‌پرداز و منتقد ادبی کمونیست اهل امپراتوری روسیه بود. مهمترین اثرش، رمان پترزبورگ، از سوی ولادیمیر نابوکوف به عنوان یکی از چهار شاهکار بزرگ منثور قرن بیستم معرفی شده‌است.